# Glinica (Jedlina-Zdrój)
Glinica (niem. Lehmwasser) – część miasta Jedlina-Zdrój, położona w województwie dolnośląskim, w powiecie wałbrzyskim.
Przez Glinicę przebiega droga wojewódzka nr 381, linia kolejowa Kłodzko Główne – Wałbrzych Główny, a także żółty znakowany szlak pieszy Wałbrzych Główny PKP - Zagórze Śląskie.

## Podział administracyjny
W latach 1946–1954 Glinica stanowiła gromadę w gminie Jedlina Zdrój w powiecie wałbrzyskim w województwie wrocławskim. W związku z reformą administracyjną kraju jesienią 1954 weszła w skład nowo utworzonej gromady Jedlina Zdrój. 13 listopada 1954, po pięciu tygodniach, gromadę Jedlina Zdrój zniesiono w związku z nadaniem jej statusu osiedla, przez co Glinica stała się integralną częścią Jedliny-Zdroju. 1 stycznia 1967 osiedle Jedlina Zdrój otrzymało status miasta, w związku z czym Glinica została obszarem miejskiem.
W latach 1975–1998 miasto administracyjnie należało do województwa wałbrzyskiego.